# Miski
Miski est une petite ville située dans le massif du Tibesti, au nord du Tchad. Peuplée d'environ 4 500 personnes, principalement de l'ethnie Teda.
Lors des années 2010, de l'or est découvert et exploité dans les environs de la ville, provoquant un intérêt croissant des autorités gouvernementales. À partir de 2018, un véritable conflit armé s'engage.

## Géographie
La ville de Miski est située dans le département d'Emi Koussi, plus précisément dans la sous-préfecture de Yebbibou.
L'ethnie majoritaire est celle des Toubous, plus précisément du groupe des Teda.

## Histoire
Dans les années 2010, de l'or est découvert dans la région de Miski. Il est exploité de manière artisanale par des orpailleurs locaux de 2012 à 2018. À cette dernière date, le président tchadien Idriss Déby prend conscience du potentiel aurifère de la région et tente de reprendre par la force le contrôle de cette ressource. La révolte des habitants est motivée par ce désir de mainmise, associé à la corruption endémique de l'État. Les habitants de Miski estiment que l'État n'a pas fourni les services de base qu'ils étaient en droit d'attendre, notamment sur le plan éducatif, et que les bénéfices de l'exploitation aurifère n'iront pas à l'amélioration des conditions de vie locales. En 2018 et 2019, l'armée est envoyée bombarder la population, faisant de nombreuses victimes civiles, avant que des premiers accords soient passés,,,,.